# Bengala (album)
Bengala è il terzo album in studio del cantante italiano Lorenzo Fragola, pubblicato il 27 aprile 2018 dalla Sony Music.

## Tracce
1. Battaglia navale – 3:20
2. Lontanissimo – 3:42
3. Super Martina (feat. Gazzelle) – 2:58
4. Vediamo che succede – 3:32
5. Echo – 3:03
6. Miami Beach – 3:12
7. Cemento (feat. Mecna & Mace) – 6:26
8. Amsterdam – 3:59
9. Imbranati – 3:54
10. Bengala – 3:35

## Classifiche
| Classifica (2018) | Posizione massima |
| ----------------- | ----------------- |
| Italia            | 4                 |